# Josef Haas (Romanist)
Josef Haas  (* 15. August 1863 in Moulins (Allier); † 12. Juli 1929 in Tübingen) war ein deutscher Romanist.

## Leben und Werk
Haas promovierte 1889 in Freiburg mit der Arbeit Zur Geschichte des l vor folgendem Consonanten im Nordfranzösischen (Würzburg 1889). Er war von 1909 bis 1926 (als Nachfolger von Karl Voretzsch) Ordinarius für romanische Philologie in Tübingen (Nachfolger: Gerhard Rohlfs).

## Werke
- Neufranzösische Syntax, Halle an der Saale 1909
- Frankreich. Land und Staat, Heidelberg 1910
- Grundlagen der französischen Syntax, Halle an der Saale 1912
- H. Balzacs Scènes de la vie privée von 1830, Halle an der Saale 1912
- Französische Syntax, Halle an der Saale 1916
- Abriss der französischen Syntax, Halle an der Saale 1922
- Kurzgefasste französische Literaturgeschichte von 1549 bis 1900, 4 Bde., Halle an der Saale 1924–1927